# 金沙街道
金沙街道（きんさがいどう）は、広州市白雲区の街道。現行行政地名は金沙街道横沙社区、金沙街道金藤社区などの社区17個がある。

## 地理
広州市白雲区の南西部に位置している。

## 行政区画
17社区を管轄する。

## 施設

### 交通
・地下鉄の駅：